# Encarsia divergens
Encarsia divergens är en stekelart som först beskrevs av Filippo Silvestri 1926.  Encarsia divergens ingår i släktet Encarsia och familjen växtlussteklar. Inga underarter finns listade i Catalogue of Life.